# Young Harris
Young Harris is een plaats (city) in de Amerikaanse staat Georgia, en valt bestuurlijk gezien onder Towns County.

## Demografie
Bij de volkstelling in 2000 werd het aantal inwoners vastgesteld op 604.
In 2006 is het aantal inwoners door het United States Census Bureau geschat op 508, een daling van 96 (-15,9%).

## Geografie
Volgens het United States Census Bureau beslaat de plaats een oppervlakte van
2,6 km², geheel bestaande uit land.

## Plaatsen in de nabije omgeving
De onderstaande figuur toont nabijgelegen plaatsen in een straal van 32 km rond Young Harris.